# Bernd Faulenbach
Bernd Faulenbach, né le 3 novembre 1943 à Pyritz (province de Poméranie, État libre de Prusse) et mort le 15 juin 2024, est un historien allemand et professeur honoraire à l'université de la Ruhr à Bochum.
De 1982 à 2007, il est directeur adjoint de l'Institut de recherche pour l'éducation ouvrière et de l'Institut de recherche Travail, Formation, Participation (de) (FIAB) à Recklinghausen.

## Biographie

### Carrière universitaire
Après des études d'histoire, d'allemand, de sciences politiques, de philosophie et d'éducation, Bernd Faulenbach réussit d'abord un examen d'État pour le niveau secondaire II. En 1977, il obtient son doctorat à l'université de la Ruhr à Bochum avec une thèse sur Die deutsche Geschichte in der Historiographie zwischen Kaiserreich und Nationalsozialismus. Il enseigne d'abord à l'Université des sciences appliquées de Dortmund (de), puis il travaille comme assistant de recherche à l'université de la Ruhr à Bochum.
À partir de 1981, il est chercheur associé (responsable de l'histoire et de la théorie) à l'Institut de recherche pour l'éducation ouvrière de Recklinghausen et son directeur adjoint de 1982 jusqu'à ce que l'institut ferme en 2007. En 1993, il est nommé professeur honoraire de l'université de la Ruhr à Bochum.

### Axe de recherche
Bernd Faulenbach réalise des projets sur l'histoire sociale et contemporaine ainsi que sur la didactique à l'Institut Recklinghausen, notamment sur l'histoire de la codétermination et de la culture politique, sur l'histoire de l'entreprise et l'expérience des salariés, la rationalisation, l'histoire orale, la formation des adultes, la conscience historique, le changement structurel et le système éducatif, ainsi que sur la didactique de l'histoire dans la formation des adultes, dans les musées et dans les mémoires.
Bernd Faulenbach intervient dans les débats historiques des années 1980 et 1990, tels que la dispute des historiens, la discussion sur la conscience historique après la chute du communisme en RDA et les arguments sur les mémoriaux historiques tels que le mémorial de la Shoah.
Il invente le terme « Idéologie de la voie allemande » (Sonderweg), qui remonte à sa monographie de 1980 du même nom. En tant qu'expert de la commission d'enquête « Surmonter les conséquences de la dictature du SED dans le processus d'unité allemande » (de), il développe la « formule Faulenbach », selon laquelle « [l]es crimes [...] ne peuvent être indemnisés en traitant des crimes du stalinisme soit relativisé » et inversement « [l]es crimes staliniens [...] ne doivent pas être banalisés en se référant aux crimes nazis ».

### Activité d'enseignement
Ses activités d'enseignement à l'université de la Ruhr à Bochum portent sur l'histoire du mouvement ouvrier et celle de la social-démocratie aux XIXe et XXe siècles, l'histoire de la République fédérale, la RDA et l'Allemagne réunifiée .

### Autres activités

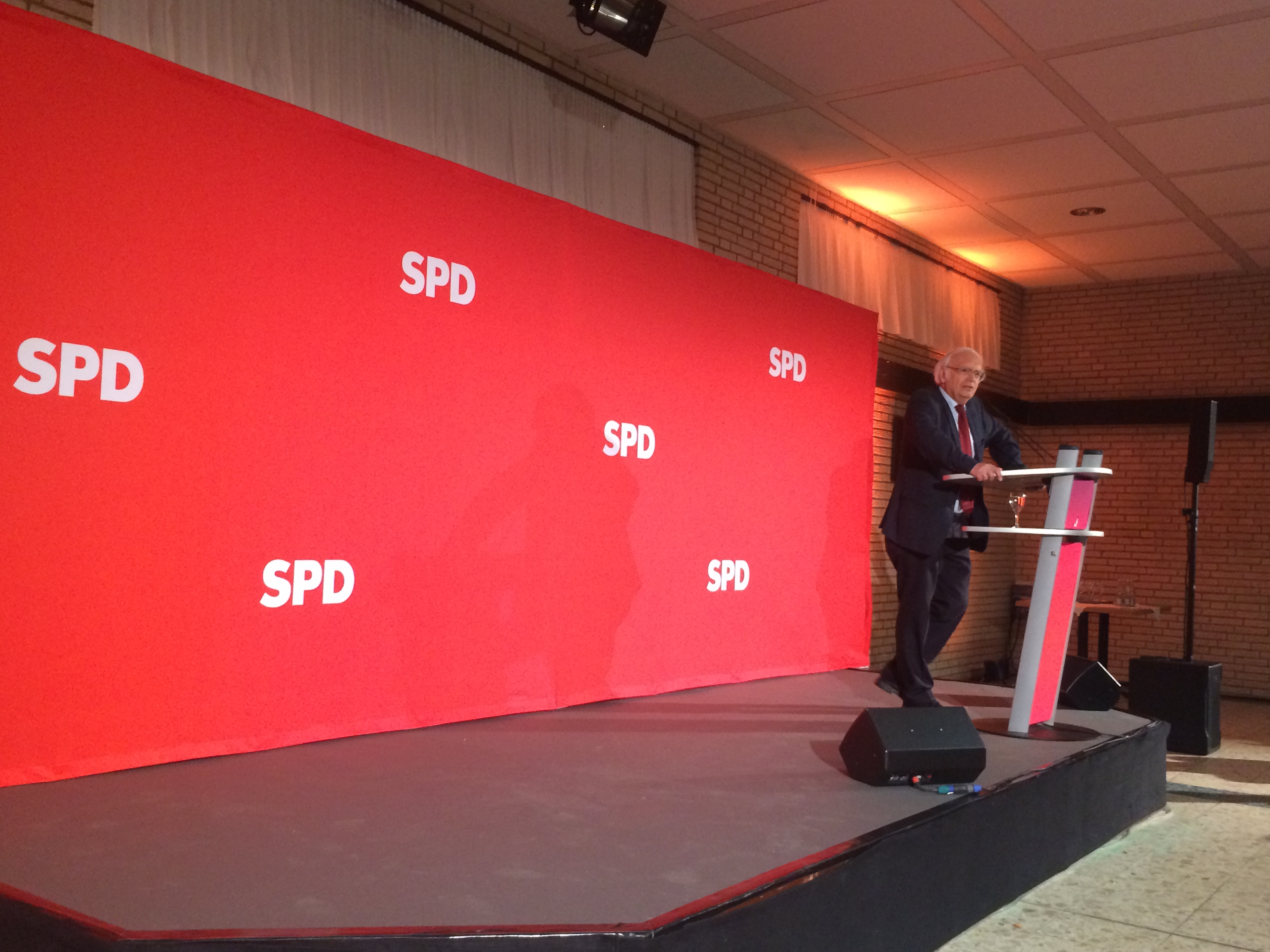
Bernd Faulenbach pour ses 70 ans lors de la, octobre 2015.

Bernd Faulenbach est membre de diverses commissions d'enquête du Bundestag et d'autres commissions fédérales et étatiques ainsi que de fondations, de musées et de sites commémoratifs. De 1989 jusqu'à sa dissolution en 2018, il est président de la commission historique de l'exécutif du parti SPD (de). En 1992, il devient président de la commission d'experts de la Fondation des lieux de mémoire du Brandebourg (de). De 1998 à début 2016, il est vice-président de la Fondation fédérale allemande pour la recherche sur la dictature du SED. Il travaille également comme chargé de cours de liaison pour la Fondation Friedrich-Ebert.
De 2015 à 2020, Bernd Faulenbach est président de l'association Contre l'oubli-Pour la démocratie.
De 2001 à avril 2009, il est président du SPD à Bochum, depuis lors il en est le président honoraire.

## Décoration
- Commandeur de l'ordre du Mérite de la République fédérale d'Allemagne (2016)

## Travaux

### Monographies

#### Auteur
- Ideologie des deutschen Weges. Die deutsche Geschichte in der Historiographie zwischen Kaiserreich und Nationalsozialismus. Beck, Munich 1980,  (ISBN 3-406-07587-8).
- Erfahrungen des 20. Jahrhunderts und politische Orientierung heute. Zur Auseinandersetzung mit Geschichte in Erwachsenenbildung und Öffentlichkeit (= Geschichte und Erwachsenenbildung. 5). Klartext, Essen 1996,  (ISBN 3-88474-519-0).
- avec Annette Leo et Klaus Weberskirch : Zweierlei Geschichte. Lebensgeschichte und Geschichtsbewußtsein von Arbeitnehmern in West- und Ostdeutschland (= Geschichte und Erwachsenenbildung. 11). Klartext, Essen 2000,  (ISBN 3-88474-757-6).
- Das sozialdemokratische Jahrzehnt. Von der Reformeuphorie zur neuen Unübersichtlichkeit. Die SPD 1969–1982 (= Die deutsche Sozialdemokratie nach 1945. 3). Dietz, Bonn 2011,  (ISBN 978-3-8012-5035-5).
- Geschichte der SPD. Von den Anfängen bis zur Gegenwart (= Beck’sche Reihe. 2753). Beck, Munich 2012,  (ISBN 978-3-406-63717-9).
- Willy Brandt (= Beck’sche Reihe. 2780). Beck, Munich 2013,  (ISBN 978-3-406-65466-4).

#### Éditeur
- Geschichtswissenschaft in Deutschland. Traditionelle Positionen und gegenwärtige Aufgaben (= Beck’sche schwarze Reihe. 111). Beck, Munich 1974,  (ISBN 3-406-04911-7).
- Arbeiterbildung in der Weimarer Republik und in der Nachkriegszeit. Kontinuität und Diskontinuität (= Forschungsinstituts für Arbeiterbildung. Beiträge, Informationen, Kommentare. Beih. 3, ZDB-ID 635019-7). Forschungsinstitut für Arbeiterbildung, Recklinghausen 1984.
- avec Franz-Josef Jelich : Besucherinteressen und Besucherverhalten in historischen Museen und Ausstellungen. Dokumentation einer Tagung (= Forschungsinstituts für Arbeiterbildung. Beiträge, Informationen, Kommentare. Beih. 7). Forschungsinstitut für Arbeiterbildung, Recklinghausen 1991,  (ISBN 3-925724-04-4).
- avec Günther Högl : Eine Partei in ihrer Region. Zur Geschichte der SPD im Westlichen Westfalen. Klartext, Essen 1988,  (ISBN 3-88474-126-8).
- avec Heinz Timmermann : Nationalismus und Demokratie. Gesellschaftliche Modernisierung und nationale Idee in Mittel- und Osteuropa. Klartext, Essen 1993,  (ISBN 3-88474-075-X).
- avec Franz-Josef Jelich : Reaktionäre Modernität und Völkermord. Probleme des Umgangs mit der NS-Zeit in Museen, Ausstellungen und Gedenkstätten (= Geschichte und Erwachsenenbildung. 2). Klartext, Essen 1994,  (ISBN 3-88474-224-8).
- Susanne Miller : Sozialdemokratie als Lebenssinn. Aufsätze zu Geschichte und Gegenwart der SPD. Zum 80. Geburtstag. Dietz, Bonn 1995,  (ISBN 3-8012-4060-6).
- avec Johannes Rau : Heinz Putzrath. Gegen Nationalsozialismus, für soziale Demokratie. Skizzen zu Leben und Wirken. Klartext, Essen 1997,  (ISBN 3-88474-564-6).
- avec la collaboration d'Anja Wißmann : „Habt den Mut zu menschlichem Tun.“ Die Jüdin und Demokratin Jeanette Wolff in ihrer Zeit (1888–1976). Klartext, Essen 2002,  (ISBN 3-89861-168-X).
- avec Paul Ciupke (de), Franz-Josef Jelich et Norbert Reichling (de): Erwachsenenbildung und politische Kultur in Nordrhein-Westfalen. Themen – Institutionen – Entwicklungen seit 1945 (= Geschichte und Erwachsenenbildung. 17). Klartext u. a., Essen 2003,  (ISBN 3-89861-230-9).
- avec Rainer Eppelmann et Ulrich Mählert (de) (Hrsg.) : Bilanz und Perspektiven der DDR-Forschung. Schöningh, Paderborn u. a. 2003,  (ISBN 3-506-70110-X).
- avec Andreas Helle : Zwangsmigration in Europa. Zur wissenschaftlichen und politischen Auseinandersetzung um die Vertreibung der Deutschen aus dem Osten. Klartext, Essen 2005,  (ISBN 3-89861-448-4).
- avec Franz-Josef Jelich : „Transformationen“ der Erinnerungskulturen in Europa nach 1989 (= Geschichte und Erwachsenenbildung. 21). Klartext, Essen 2006,  (ISBN 3-89861-755-6).
- avec Andrea Kaltofen : Hölle im Moor. Die Emslandlager 1933–1945. Wallstein, Göttingen 2017,  (ISBN 978-3-8353-3137-2).